# Euphrasia fennica
Euphrasia fennica är en snyltrotsväxtart som beskrevs av Kihlman. Euphrasia fennica ingår i släktet ögontröster, och familjen snyltrotsväxter. Inga underarter finns listade i Catalogue of Life.